# Сакмар (Башкортостан)
Сакмар (баш. Һакмар) — деревня в Баймакском районе Республики Башкортостан Российской Федерации. Входит в состав Темясовского сельсовета.
Находится на левом берегу реки Сакмары.
С 2005 года имеет современный статус.

## География

### Географическое положение
Расстояние до:
- районного центра (Баймак): 45 км,
- центра сельсовета (Темясово): 18 км,
- ближайшей железнодорожной станции (Сибай): 85 км.

## История
Статус деревни, сельского населённого пункта, посёлок получил согласно Закону Республики Башкортостан от 20 июля 2005 года № 211-з «О внесении изменений в административно-территориальное устройство Республики Башкортостан в связи с образованием, объединением, упразднением и изменением статуса населенных пунктов, переносом административных центров», ст.1:

6. Изменить статус следующих населенных пунктов, установив тип поселения - деревня:
 
5)  в Баймакском районе:…

о) поселка Сакмар Темясовского сельсовета

## Население
| 2002 | 2009 | 2010 |
| ---- | ---- | ---- |
| 475  | ↗496 | ↘472 |

Национальный состав
Согласно переписи 2002 года, преобладающая национальность — башкиры (90 %).

## Религия
В деревне есть мечеть.